# Santa Maria di Leuca
Santa Maria di Leuca (Lèviche in dialetto salentino, Λευκά in greco) è una frazione di 1 263 abitanti del comune di Castrignano del Capo, in provincia di Lecce. Nota per la sua vocazione turistica, è posta all'estremità meridionale della penisola salentina.

## Geografia fisica

### Il clima
Il clima è mediterraneo, mitigato dalla presenza del mare. Gli inverni sono tiepidi e abbastanza piovosi, le temperature medie giornaliere di gennaio e febbraio si mantengono attorno ai +10 °C, con minime medie sui +7/+8 °C e massime comprese tra +12 e +13 °C. Le brinate sono molto sporadiche e comunque di lieve intensità, le nevicate sono del tutto inusuali. 
D'estate la temperatura aumenta notevolmente fino a raggiungere valori medi di +24/+25 °C tra luglio ed agosto, con minime medie di circa +20 °C e massime di +28/+29 °C, spesso abbinate a tassi di umidità molto alti che possono provocare condizioni di afa che però sono quasi sempre stemperate dalle brezze diurne. Temperature più alte, fino a +35 °C e talvolta oltre, sono possibili in occasioni di forti ondate di calore africano che, se abbinate a venti di scirocco, portano condizioni di clima torrido. 
Il clima di Leuca è comunque ventilato, gradevole, con scarse precipitazioni e cieli quasi sempre sereni per gran parte dell'anno. A Leuca si trova una delle varie sedi italiane dell'Aeronautica Militare, che quotidianamente effettua previsioni meteorologiche.

## Origini del nome
Leuca è un nome che deriva dal greco λευκός (leukós), cioè "bianco", ed è comune ad altri toponimi quali Lèucade, isola greca. Secondo Strabone, promontorio originariamente denominato con il nome greco τα Λευκά (ta Leuká, le Bianche), probabilmente per le bianche rocce perpendicolari sul mare. Da qui il nome di una pianta rarissima, presente solo in questa zona, detta Fiordaliso del Capo di Leuca (Centaurea leucadea Lacaita) (cfr. S. Pignatti, Flora d'Italia, Edagricole, 2018, vol. 3, p. 996).

## Storia
In passato era amministrativamente divisa fra il comune di Gagliano del Capo, per la parte dove è ubicato il Santuario di Santa Maria de Finibus Terrae, e il comune di Castrignano del Capo, per la parte compresa tra Punta Ristola e Punta Meliso. La vicenda legale tra i comuni di Castrignano del Capo e Gagliano del Capo, conclusasi dopo 83 anni, ha stabilito che Leuca ricade interamente nel comune di Castrignano del Capo.

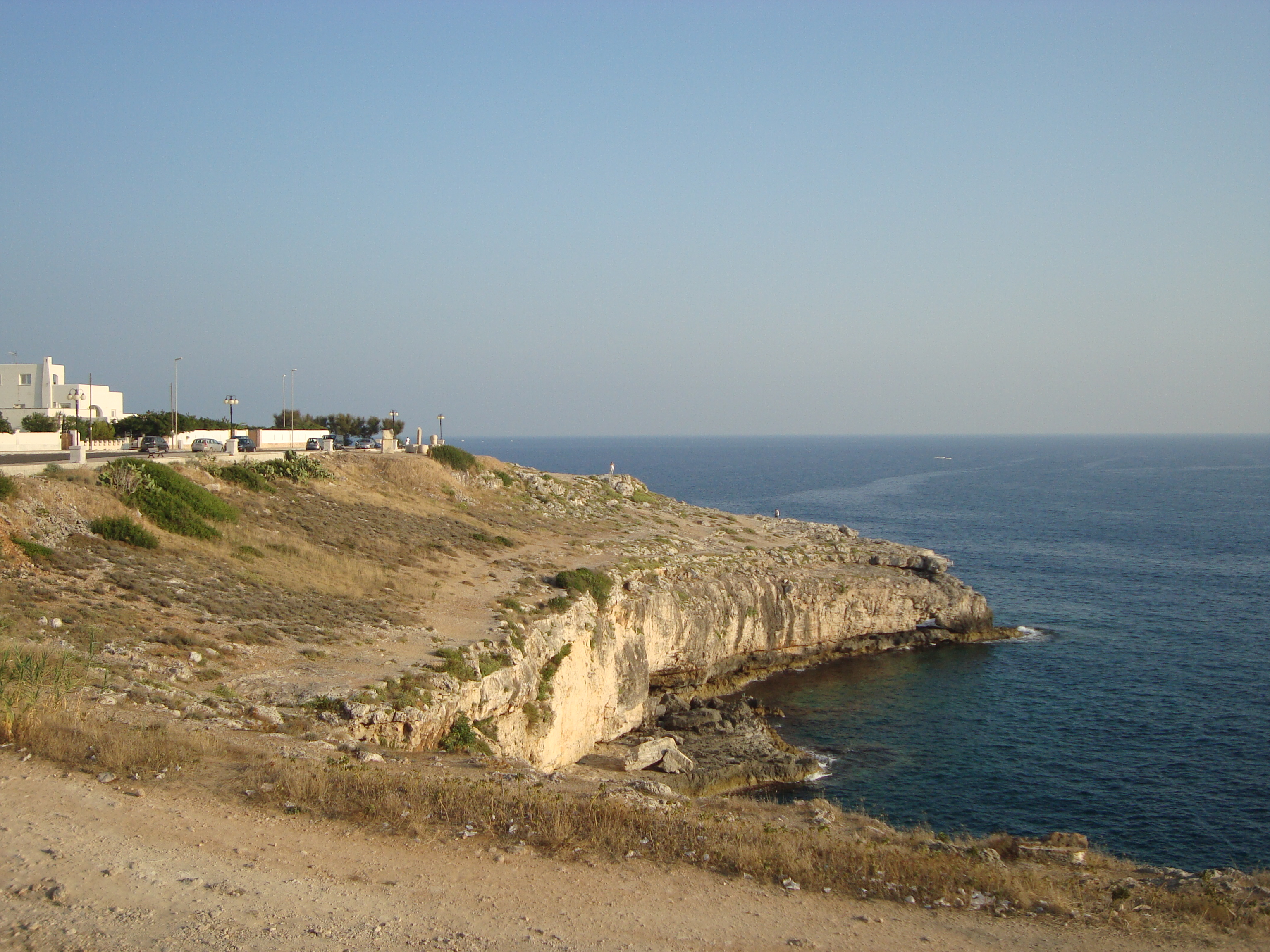
Punta Ristola

Più precisamente si intende per Santa Maria di Leuca la zona sopra il promontorio su cui si trovano la Basilica e il faro (che con la sua altezza di 48,60 metri e la sua collocazione a 102 metri sul livello del mare è uno dei più importanti d'Italia), mentre la Marina di Leuca è situata più in basso ed è compresa tra punta Mèliso ad est, posta ai piedi del promontorio, e punta Ristola ad ovest, estremo lembo meridionale del Salento.

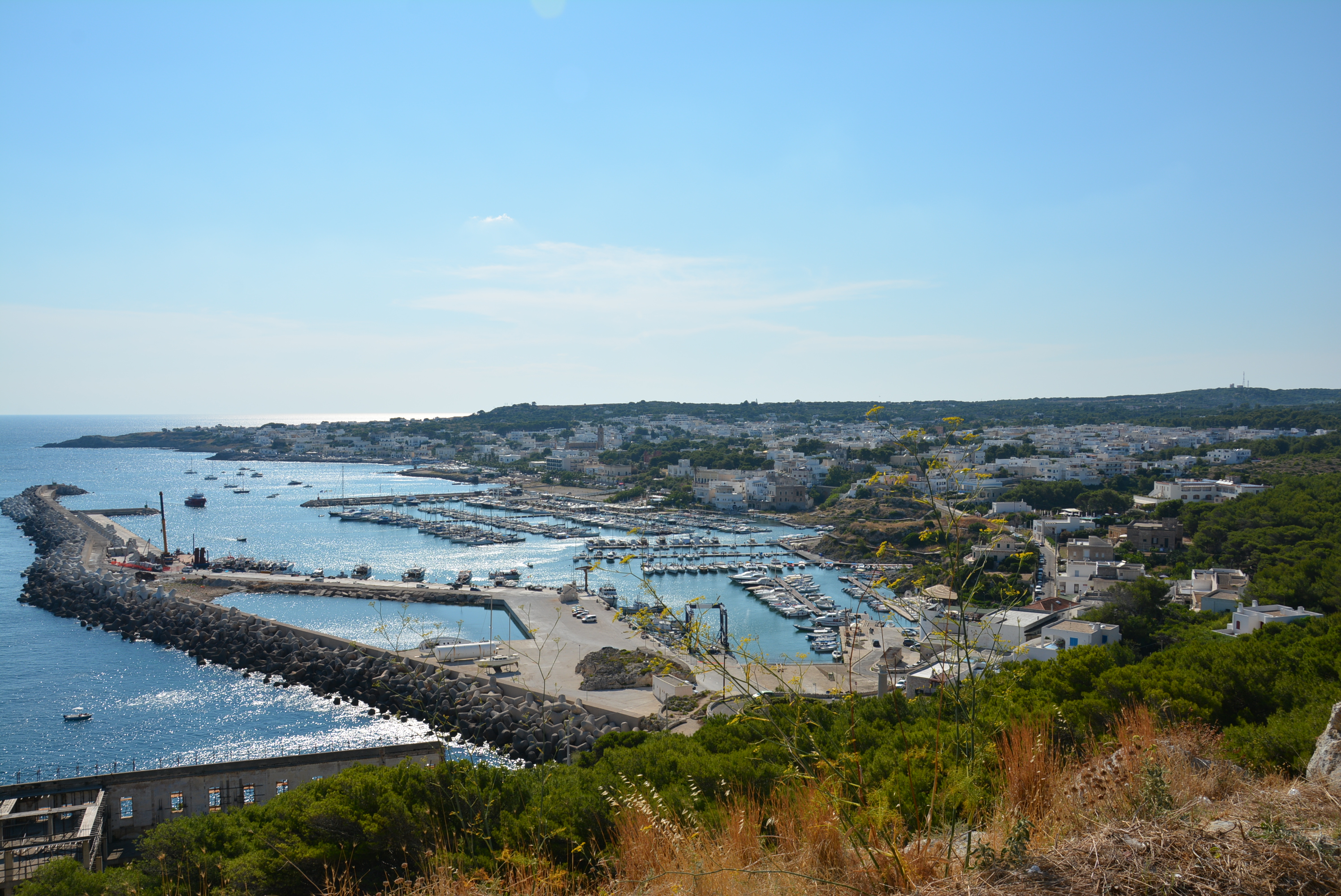
Panorama di Leuca

Nonostante l'estremo tacco d'Italia sia identificabile con Punta Ristola, Punta Mèliso (probabilmente per l'importanza che le deriva dal sovrastante faro) chiude convenzionalmente, insieme a Punta Alice in Calabria, il golfo di Taranto.
Sempre a punta Mèliso viene posto, secondo una convenzione nautica, il punto di separazione fra la costa adriatica (ad est) e la costa ionica (ad ovest). Si tratta comunque di semplificazioni di comodo che prevedono, quale linea di demarcazione fra le acque del Mar Adriatico e del Mar Ionio, un determinato parallelo: in questo caso il parallelo 39°47'N (che passa 50 metri più a nord di punta Mèliso), ma un'altra convenzione nautica, ad esempio, utilizza il parallelo 40°N.
Ma, al di là delle convenzioni, il fatto che da Santa Maria di Leuca sia talora visibile, in determinate condizioni, una linea di separazione longitudinale, ben distinguibile cromaticamente (dovuta in realtà all'incontro fra le correnti provenienti dal golfo di Taranto e quelle dal canale d'Otranto), ha da sempre suggerito alla fantasia popolare un confine fisico fra i due mari.
Dall'ottobre 2006 il territorio di Santa Maria di Leuca rientra nel Parco Costa Otranto - Santa Maria di Leuca e Bosco di Tricase istituito dalla Regione Puglia allo scopo di salvaguardare la costa orientale del Salento, ricca di pregiati beni architettonici e di importanti specie animali e vegetali.
Poco fuori Punta Ristola, a 85 metri sotto il livello del mare, giace lo scafo del sommergibile oceanico italiano Pietro Micca, affondato durante la seconda guerra mondiale col suo equipaggio di 58 marinai.
Una famosa leggenda narra che Santa Maria di Leuca (o forse Porto Badisco, ma più probabilmente Castro) sarebbe stata il primo approdo di Enea. 
Successivamente sarebbe qui approdato San Pietro, il quale, arrivato dalla Giudea, iniziò la sua opera di evangelizzazione, per poi giungere a Roma. Il passaggio di San Pietro è anche celebrato dalla colonna corinzia del 1694 eretta sul piazzale della Basilica, recentemente ristrutturata.
Una scalinata di 296 gradini collega la Basilica al sottostante porto facendo da cornice alla cascata monumentale dell'Acquedotto Pugliese che, terminando a Leuca, sfocia in mare.

### Le visite dei Papi a Leuca
Nel corso della storia, diverse sono state le visite dei papi a Santa Maria di Leuca.
Nell'anno 343 papa Giulio I (337-352) si recò a Leuca per consacrare il santuario locale; la circostanza è ricordata da una lapide apposta sull'ingresso della Basilica.
Nell'anno 710 papa Costantino (708-715) fu di passaggio a Santa Maria di Leuca dopo la sosta a Otranto.
Il 14 giugno 2008, sul piazzale antistante la Basilica, ha celebrato la messa papa Benedetto XVI, atterrato in elicottero a Punta Ristola e giunto al santuario "de Finibus Terrae", dove ha presieduto la messa.

## Monumenti e luoghi di interesse

### Architetture religiose
Basilica di Santa Maria de finibus terrae

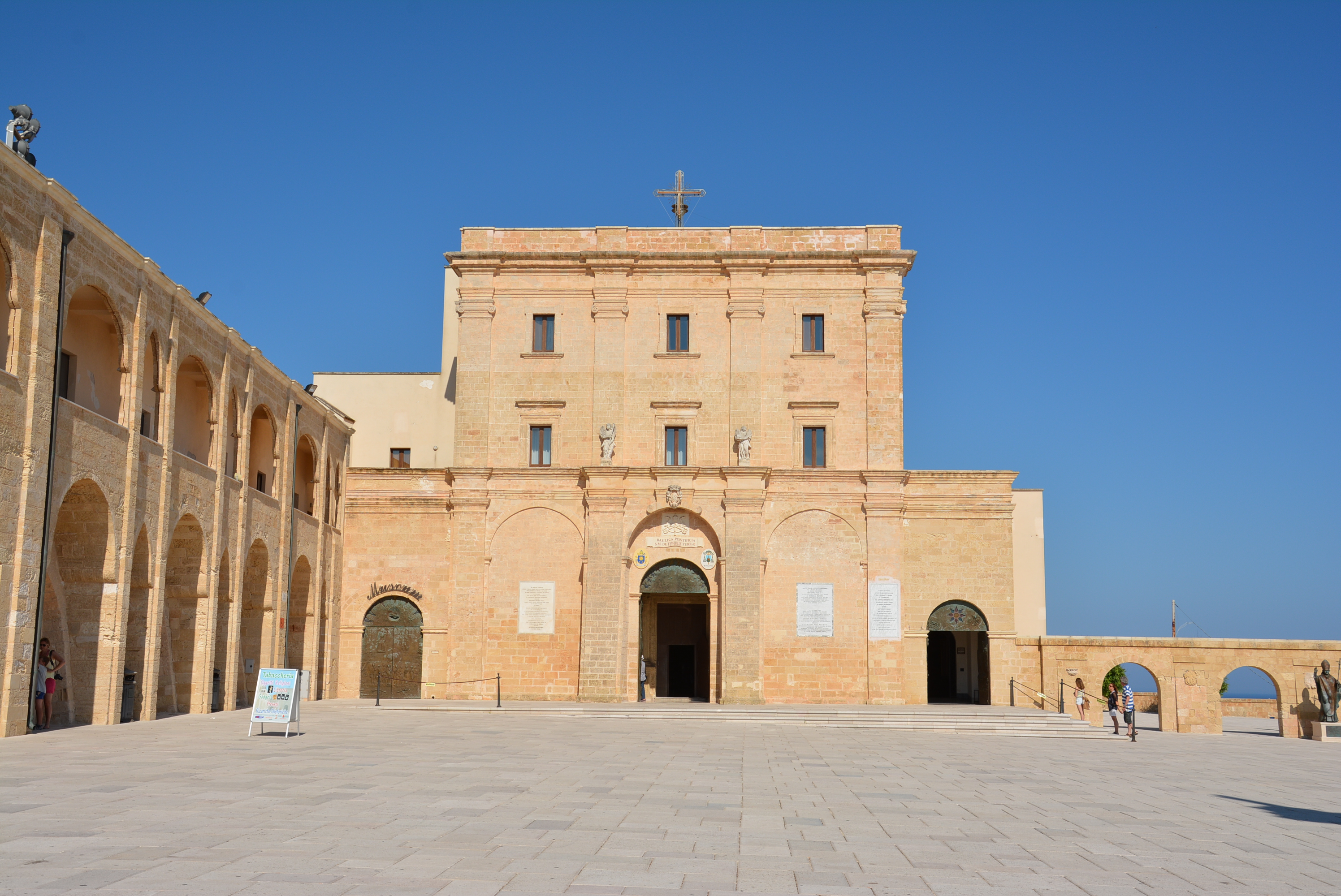
La basilica di Santa Maria de finibus terrae

Si tramanda che san Pietro, in viaggio per Roma, fece tappa a Leuca e da allora il tempio dedicato alla dea Minerva, posto sul promontorio japigeo, diventò un luogo di culto cristiano e uno dei principali centri di pellegrinaggio dell'età antica e medievale. La devozione dei fedeli verso la Madonna di Leuca ha origine antica: si parla di un grande miracolo che avrebbe salvato i pescatori il 13 aprile 365 da una burrasca.
L'attuale struttura fortificata della chiesa venne costruita tra il 1720 e il 1755 da monsignor Giovanni Giannelli per resistere ai numerosi e ripetuti attacchi da parte dei predatori turchi e saraceni. Dal 7 ottobre 1990 il santuario è stato eletto a Basilica minore.
L'interno del santuario è a unica navata con sei altari laterali. Sull'altar maggiore è collocato il dipinto della Madonna con Bambino detto "Madonna de finibus terrae, di Jacopo Palma il Giovane. Tra gli altri dipinti presenti nella chiesa sono quelli del pittore Francesco Saverio Mercaldi (San Francesco da Paola, datato al 1898 e il Trittico della Confessione). Su un lato si trova un organo, da poco restaurato, datato al 1885. All'interno della chiesa, sul lato destro dell'ingresso, un grosso masso monolitico è noto come "Ara a Minerva", testimonianza del culto pagano nel luogo. Sul lato sinistro, è posta una targa in bronzo a commemorazione dell'equipaggio dell'incrociatore francese Léon Gambetta, affondato al largo di Leuca la notte del 26 aprile 1915 con circa 700 uomini.
Nel piazzale antistante la basilica, il 21 ottobre 1901 venne eretta una croce monumentale con quattro iscrizioni. Nel 2000 sui tre ingressi sono state realizzate porte in bronzo, opera dello scultore Armando Marrocco (Janua Coeli il portale centrale, Esodo il portale di destra e  Stella Maris il portale di sinistra. Nei pressi della chiesa è stata inoltre costruita una sala per conferenze e una sede museale che ospita opere di artisti contemporanei. 
Sul viale che conduce alla basilica tra gli alberi della pineta, si trova la "Croce pietrina", in ricordo del passaggio di san Pietro.
Due rampe di scale ognuna di 296 gradini collegano il santuario con il porto vecchio. Vennero costruite nel periodo fascista in occasione delle opere terminali dell'acquedotto. Le due scalinate sono separate da una cascata artificiale aperta solo in occasioni particolari. A piedi delle scale si eleva la "colonna romana" del 1939.
Chiesa di Cristo Re

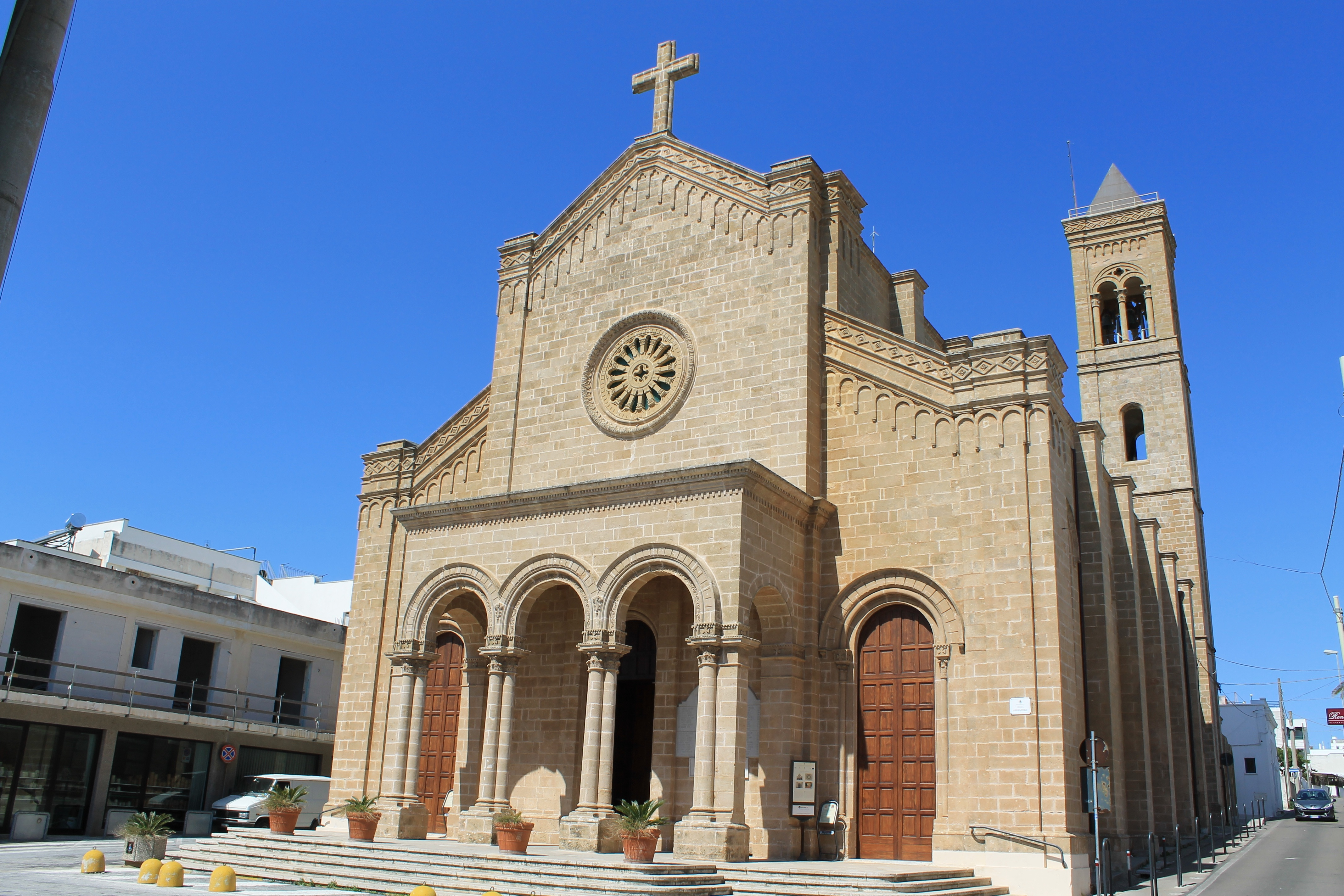

Si trova nel centro della marina di Leuca. I lavori di costruzione iniziarono nel 1896 su progetto dell'ingegnere Pasquale Ruggieri. L'apertura ai fedeli e al pubblico avvenne però, solo 40 anni dopo nel 1935. Realizzata in carparo, è in stile romanico e gotico. L'interno si divide in tre navate. Molto bello il pavimento in mosaico, completato nel 1934, e il rosone della facciata principale. I grandi finestroni delle navate laterali recano i nomi e gli stemmi delle famiglie nobili che parteciparono alla costruzione della chiesa.

### Architetture civili
Le ville ottocentesche
Leuca è una località turistica famosa soprattutto per le ville ottocentesche, costruite secondo vari stili per la maggior parte dagli architetti Ruggieri e Rossi. Verso la fine del XIX secolo si contavano per la precisione 43 ville, molte delle quali oggi sono in disuso o appaiono profondamente trasformate rispetto al passato.
Infatti, durante la II guerra mondiale, a molte ville furono sottratti gli elementi decorativi metallici (balaustre, ringhiere, ecc.) necessari per la produzione di armi; inoltre nello stesso periodo quasi tutte le ville furono requisite ai proprietari e utilizzate per l'accoglienza agli sfollati. Alcune subirono gravi danni e, alla fine della guerra, furono ristrutturate in maniera tanto radicale da essere spesso rovinate. Altre ville sono andate in disuso, mentre solo alcune conservano ancora l'aspetto originario, sia esterno sia interno.
Tra le ville meglio conservate e che più caratterizzano il luogo si ricordano:
- Villa Perseo (già Villa Torsello)
- Villa Daniele
- Villa Gioacchino Fuortes oggi Antonio Fuortes (sede della locale Pro Loco Leuca)
- Villa Mellacqua
- Villa La Meridiana (già Villa Ruggieri)
- Villa Tamborino-Cezzi
- Villa Loreta Stefanachi
- Villa Episcopo
- Villa Colosso
- Villa Arditi
- Villa De Francesco
- Villa Seracca
- Villa Ramirez-De Castro
- Villa Felicita
- Villa Maruccia (già Villa Sangiovanni)

Nonostante le diverse caratteristiche architettoniche, gli elementi che in ogni villa non potevano mancare erano:
- Un parco nella parte anteriore della villa
- Un giardino nella parte posteriore della villa, utilizzato per la coltivazione di ortaggi e frutti
- Una cappella privata con una immagine della Madonna
- Un pozzo per la raccolta dell'acqua potabile
- Una stalla per i cavalli e una rimessa per le carrozze

A seguito delle varie ristrutturazioni questi elementi nella maggior parte dei casi sono stati trasformati tanto da essere attualmente poco o per niente riconoscibili.

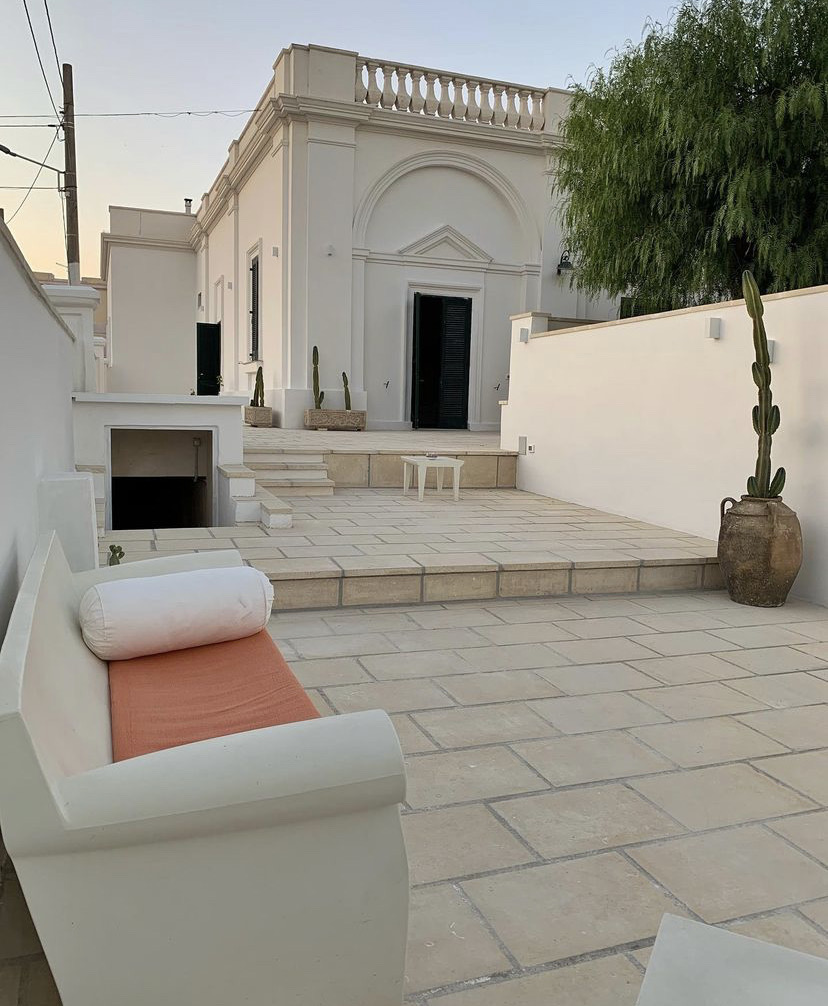
Villa Perseo (già Villa Torsello)
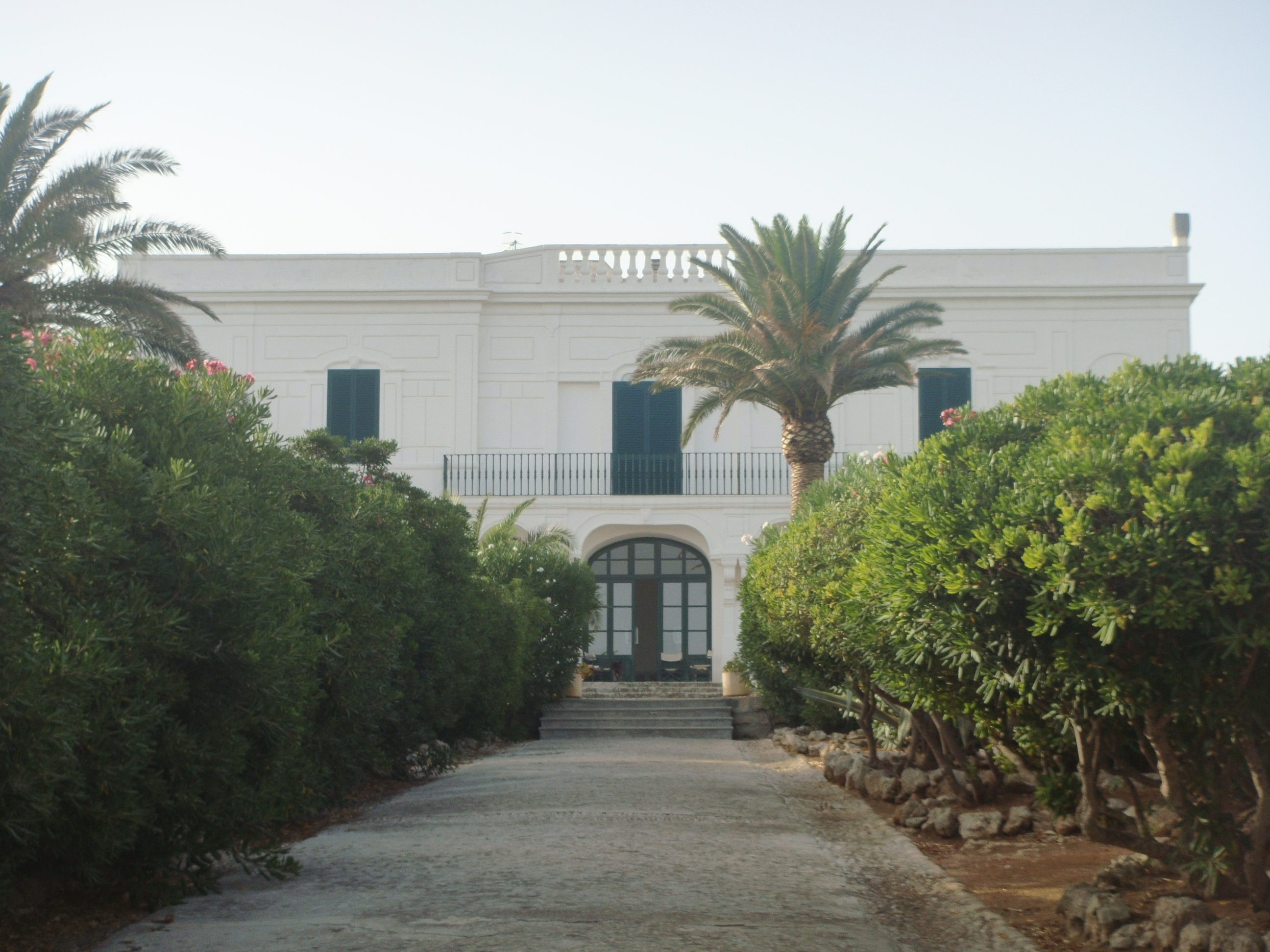
Villa Colosso
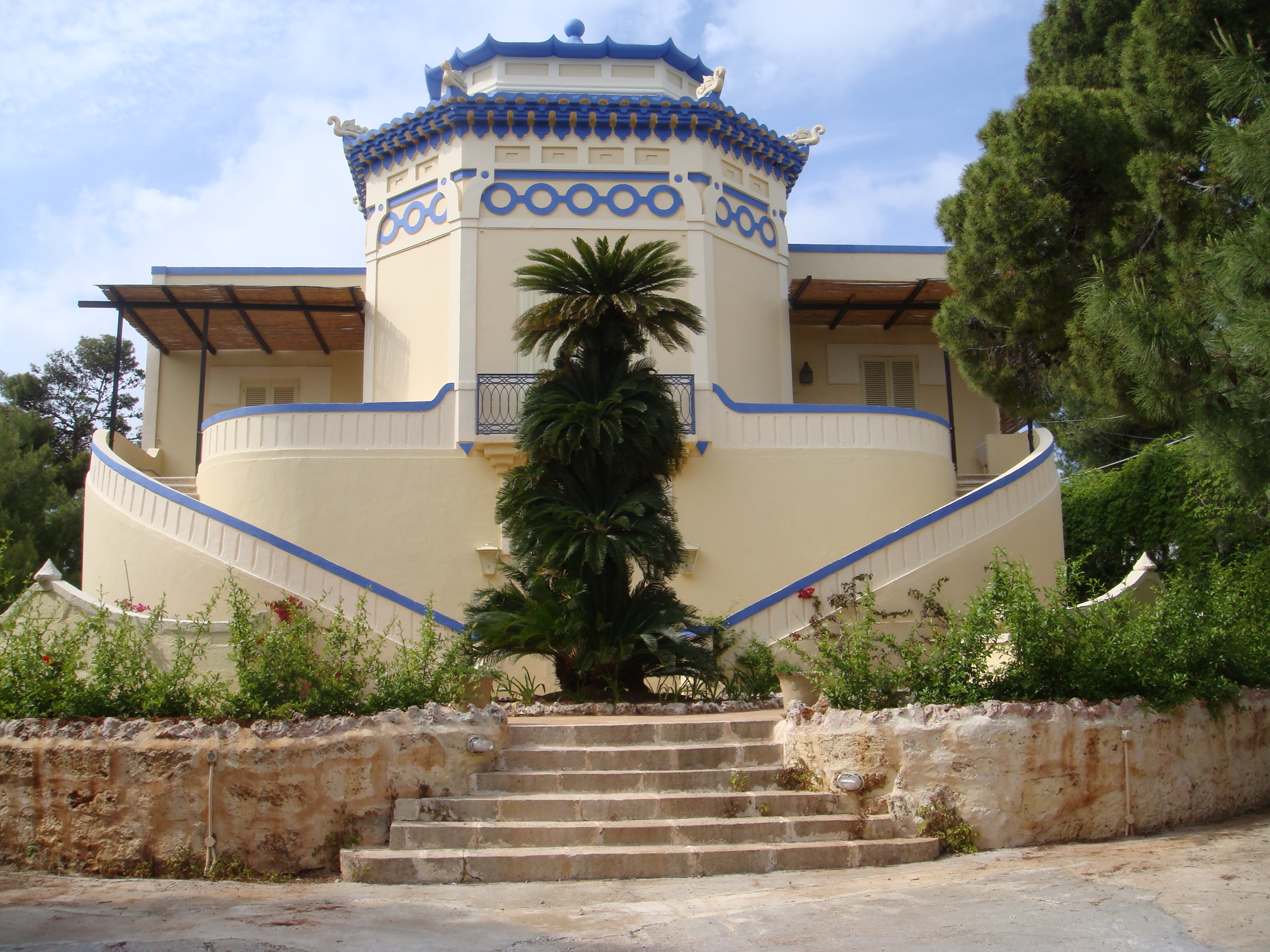
Villa Episcopo
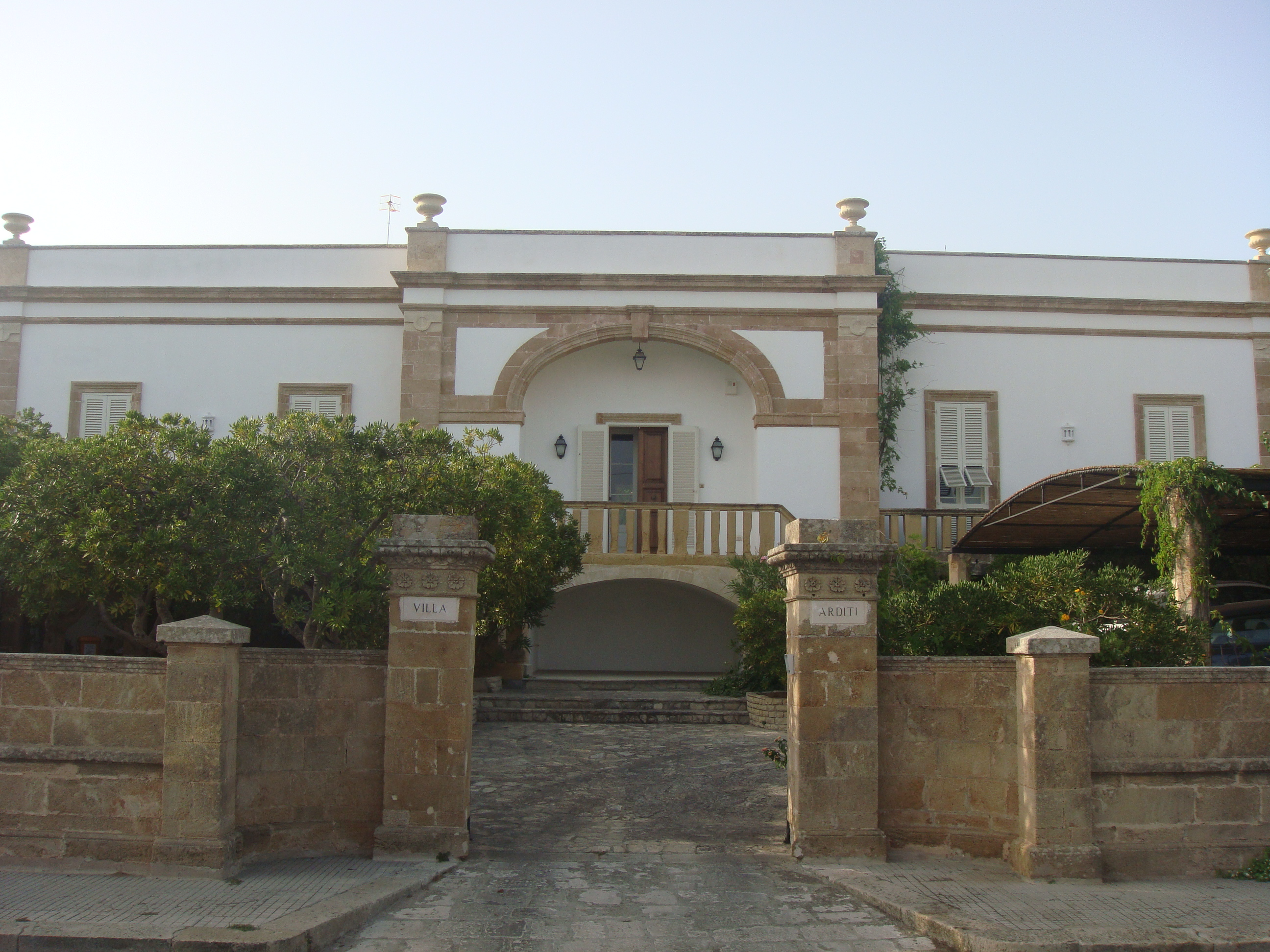
Villa Arditi
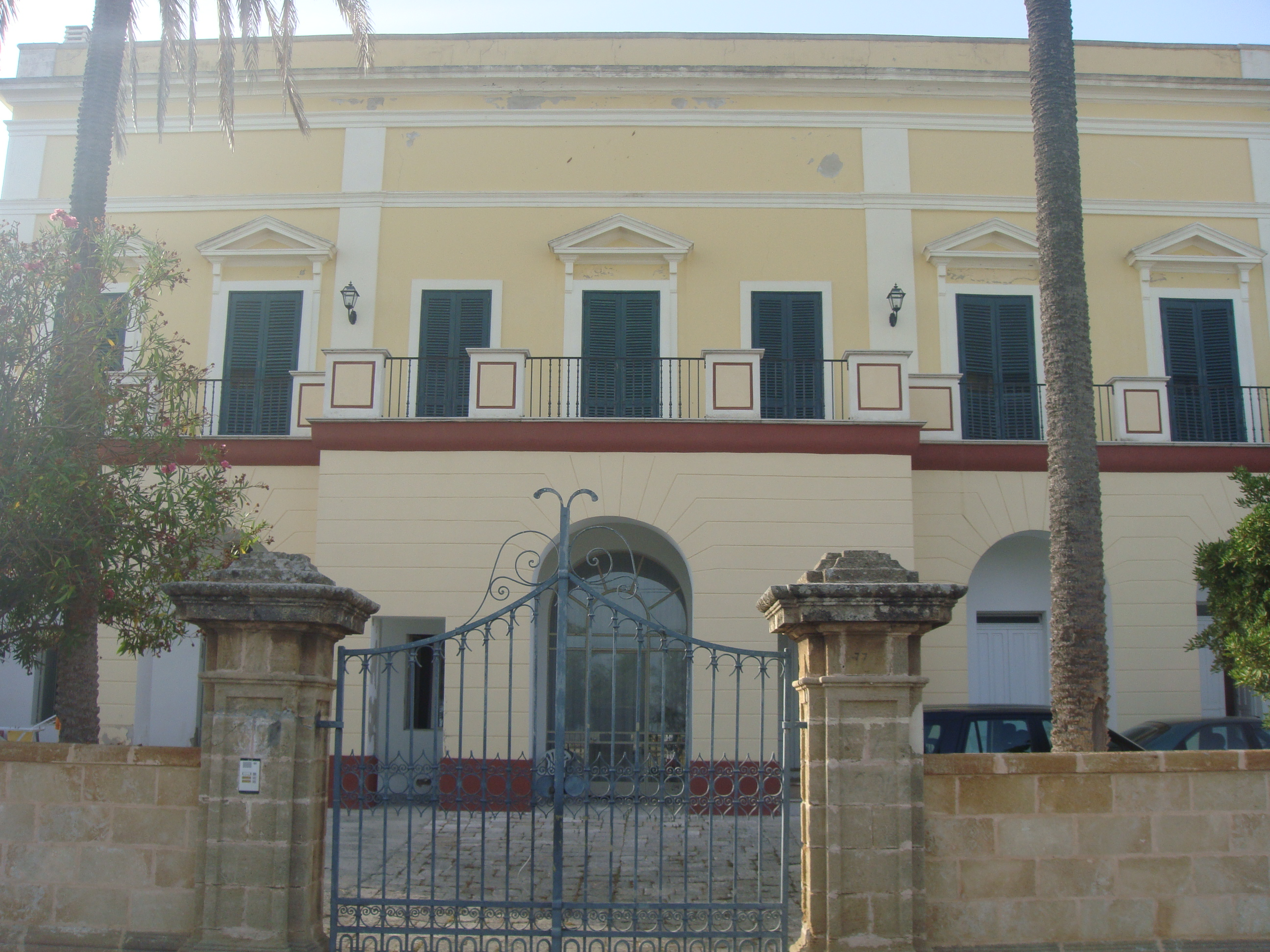
Villa Tamborino-Cezzi
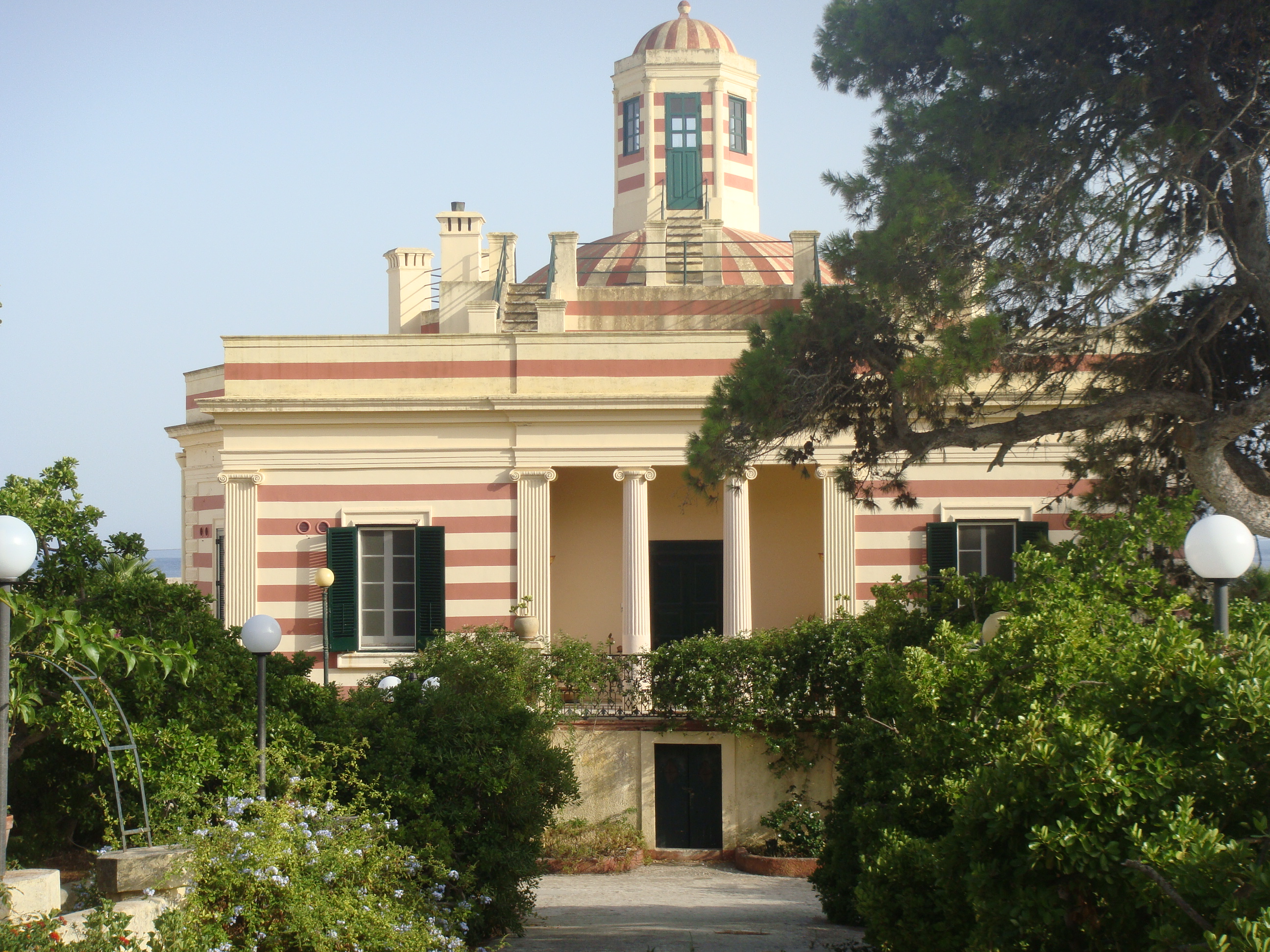
Villa La Meridiana (già Villa Ruggieri)
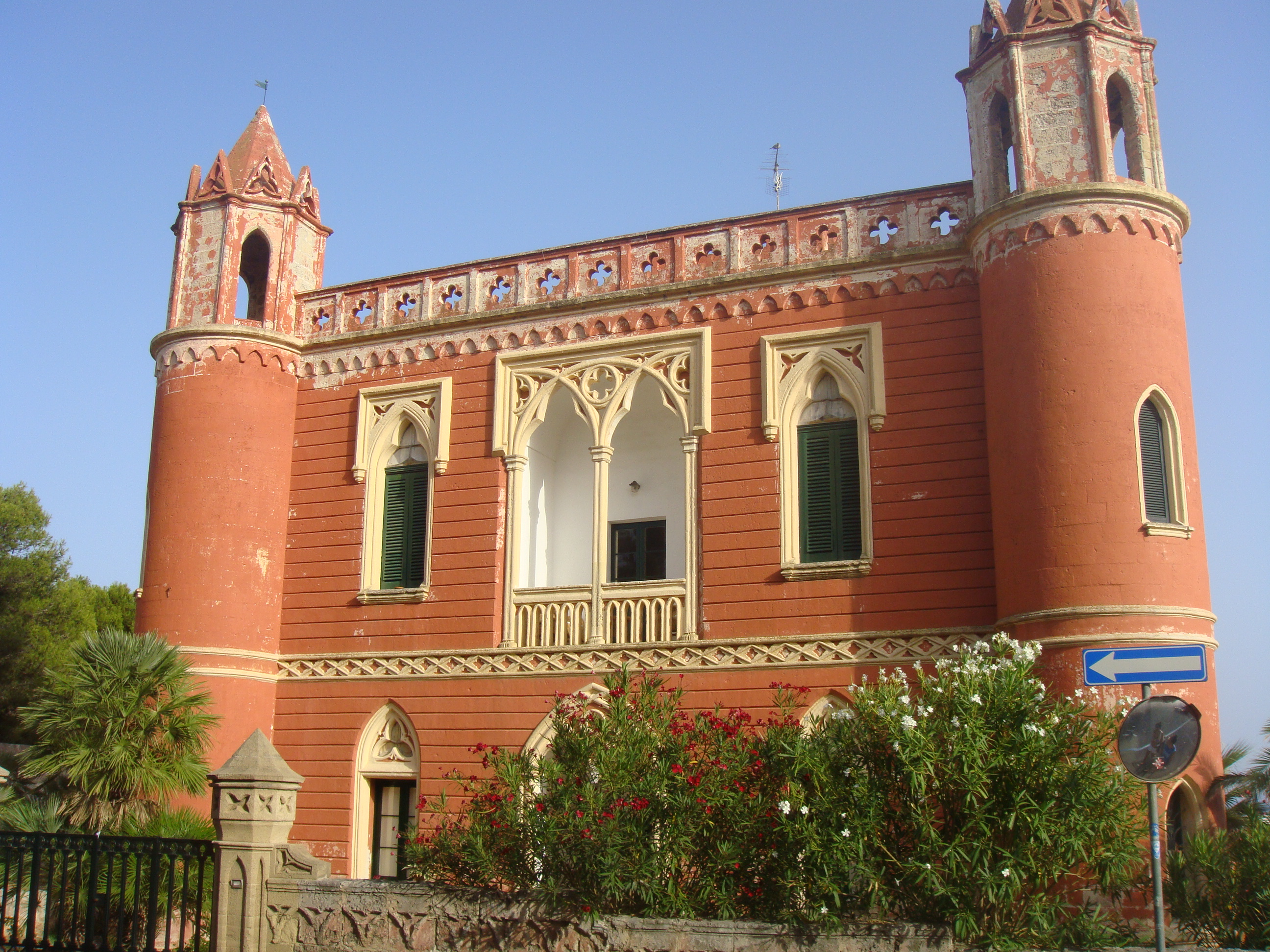
Villa Mellacqua
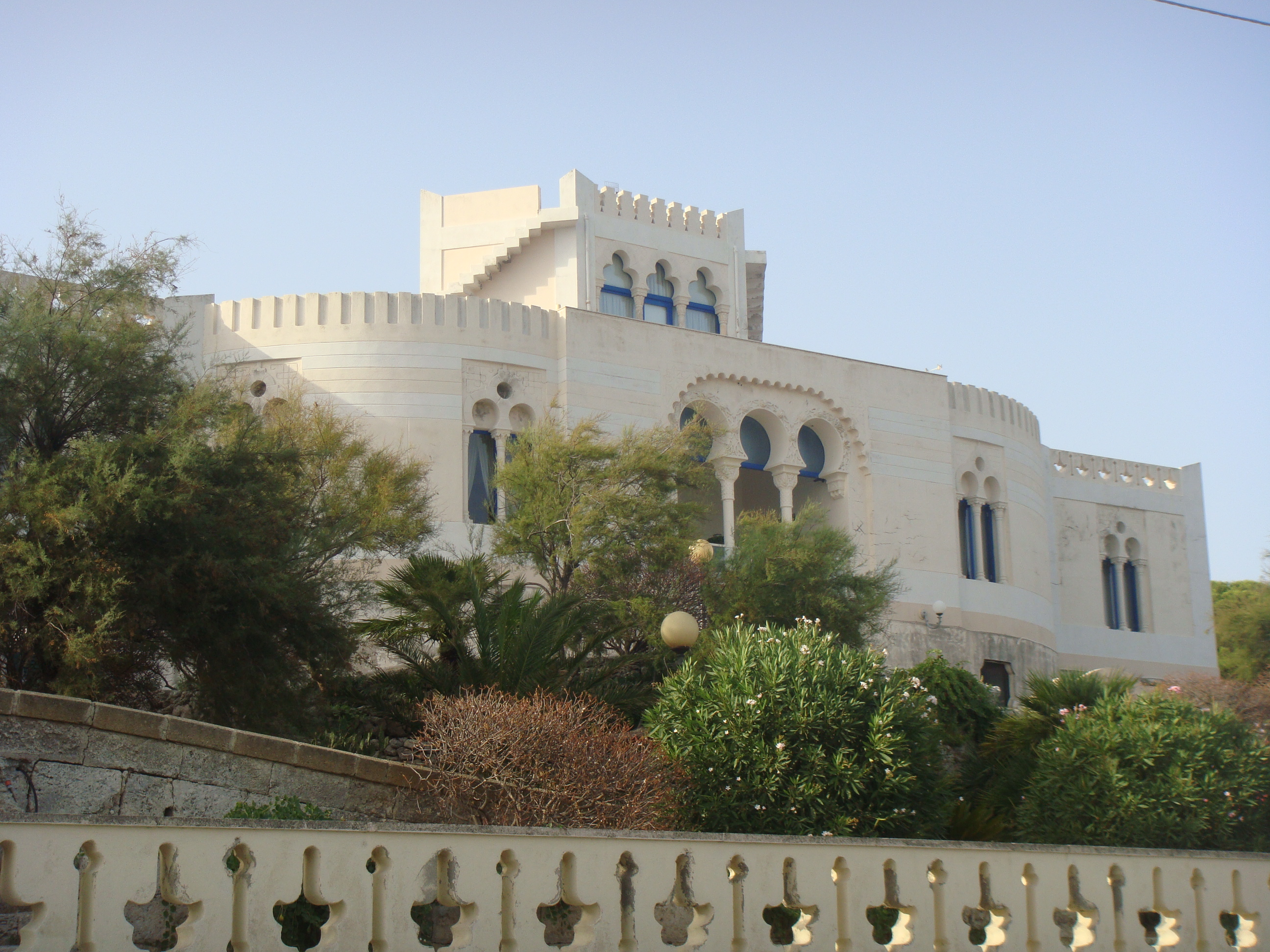
Villa Daniele
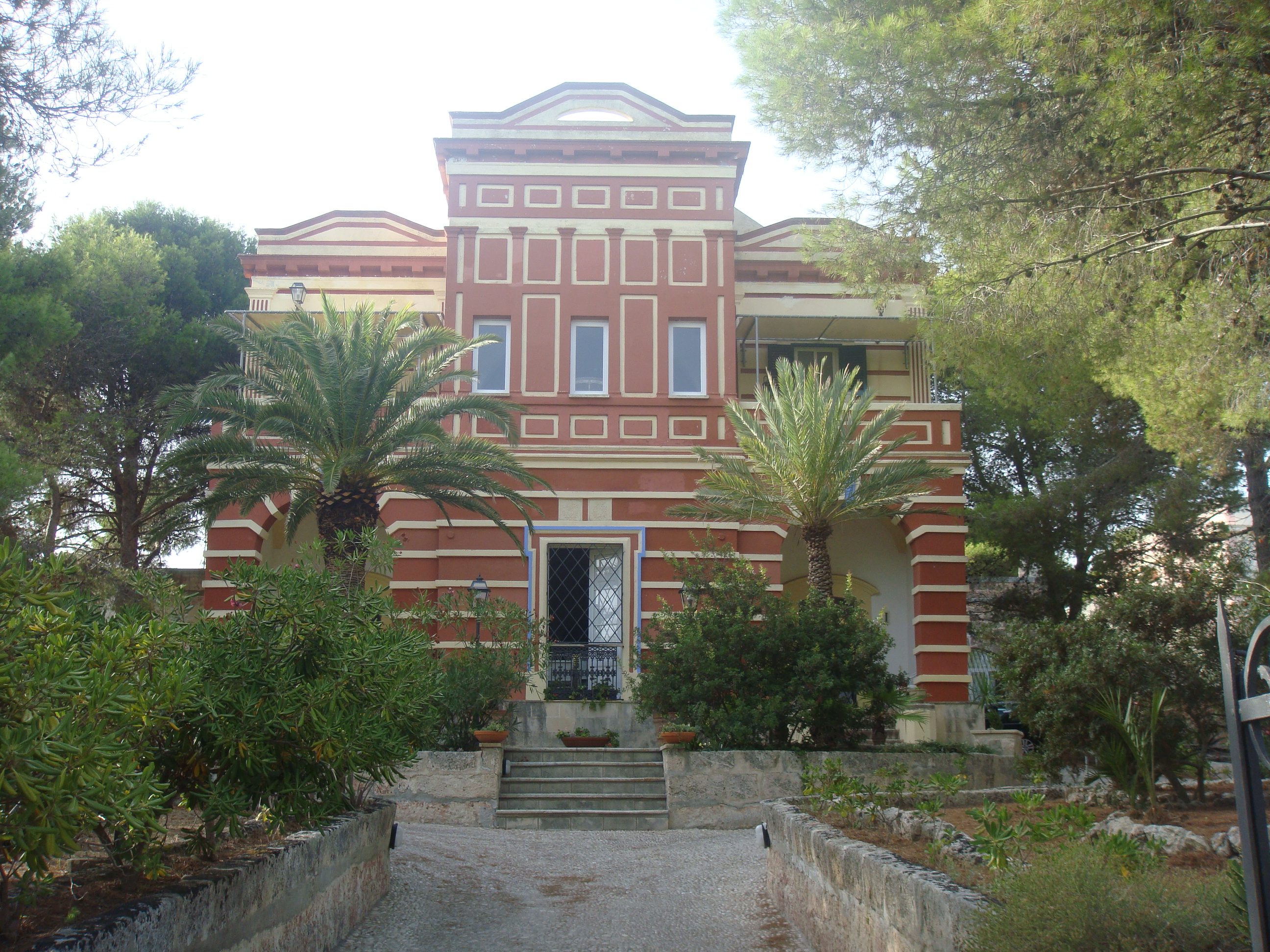
Villa Maruccia (già Villa Sangiovanni)

Caratteristica di alcune di queste dimore (soprattutto quelle prospicienti il lungomare) era, inoltre, di avere sulla scogliera dei "capanni", alcuni in muratura e altri in legno, detti "bagnarole", che nascondevano alla vista del popolo le signore mentre godevano dei bagni nei mesi estivi. Ogni bagnarola apparteneva ad una villa, di cui ne riportava lo stile o, soprattutto, i colori. Oggi le bagnarole in legno sono state completamente eliminate, mentre tra quelle in muratura ne rimangono solo un paio, ma in disuso.
La Torre dell'Omomorto
La Torre dell'Uomo Morto o Torre dell'Omomorto è una delle centinaia di torri che si trovano con cadenza regolare lungo tutta la fascia costiera salentina. Oltre che come elementi di difesa, tali torri servivano soprattutto ad avvistare l'eventuale presenza e avvicinamento delle navi dei Turchi, che per lungo tempo hanno invaso Otranto e altre aree della penisola salentina, e a dare l'allarme verso l'entroterra attraverso segnali luminosi che venivano immediatamente trasmessi da una torre a quella successiva.
La Torre dell'Uomo Morto si trova all'inizio del Lungomare Cristoforo Colombo e risale al XVI secolo ad opera di Andrea Gonzaga. Possiede base troncoconica e sopra il cordolo si sviluppa cilindrica con terrazzo dotato di merloni per la postazione delle artiglierie. Viene comunemente assegnata al genere delle torri "a martello", ma ha una peculiarità: al posto della cannoneria, alla base, si trova una porta.
La denominazione Uomo Morto è dovuta ad alcune ossa umane ritrovate al suo interno. Sfortunatamente è in degrado e non ci sono lavori di ristrutturazione in corso.
Il faro di Leuca

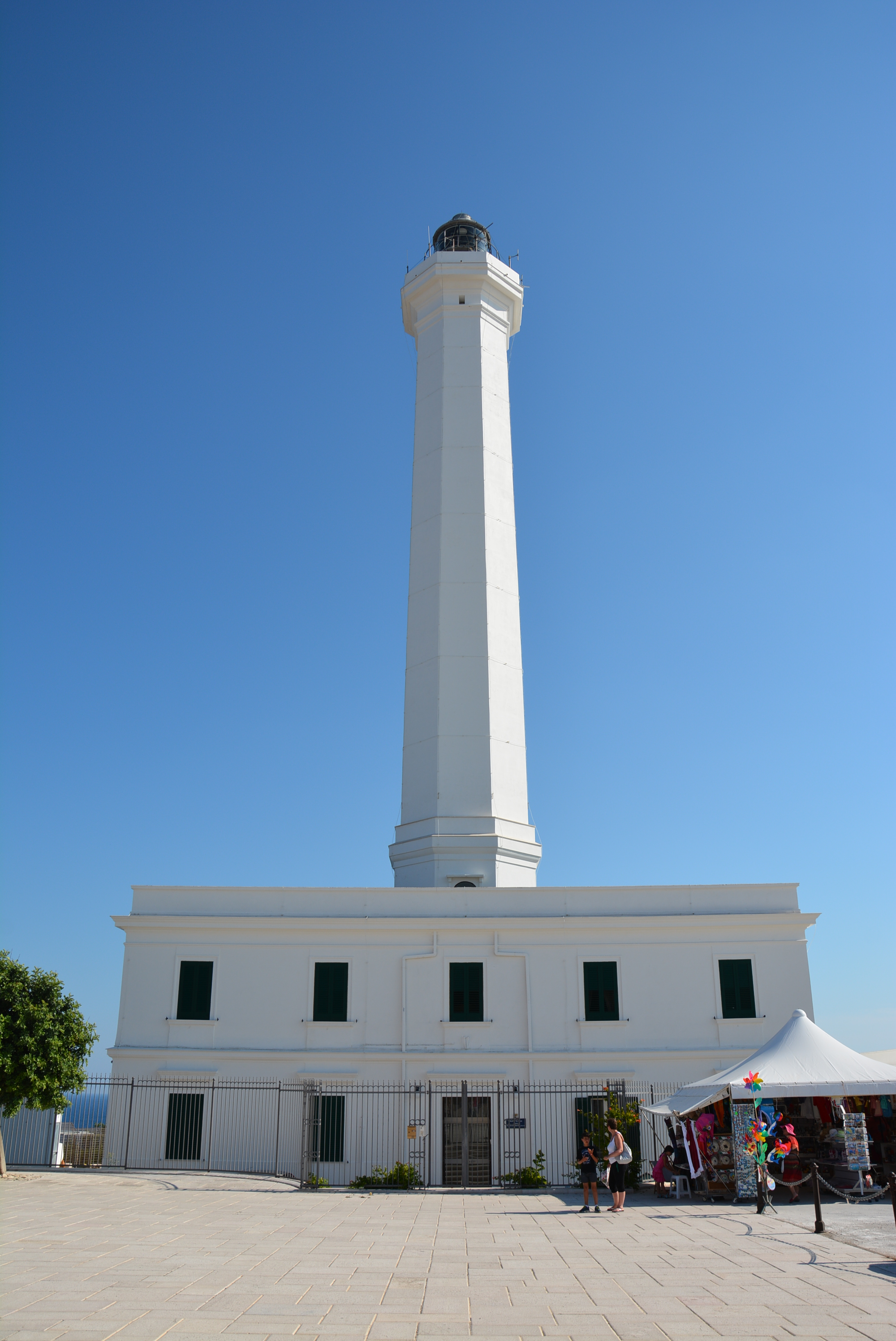
Il faro di Santa Maria di Leuca

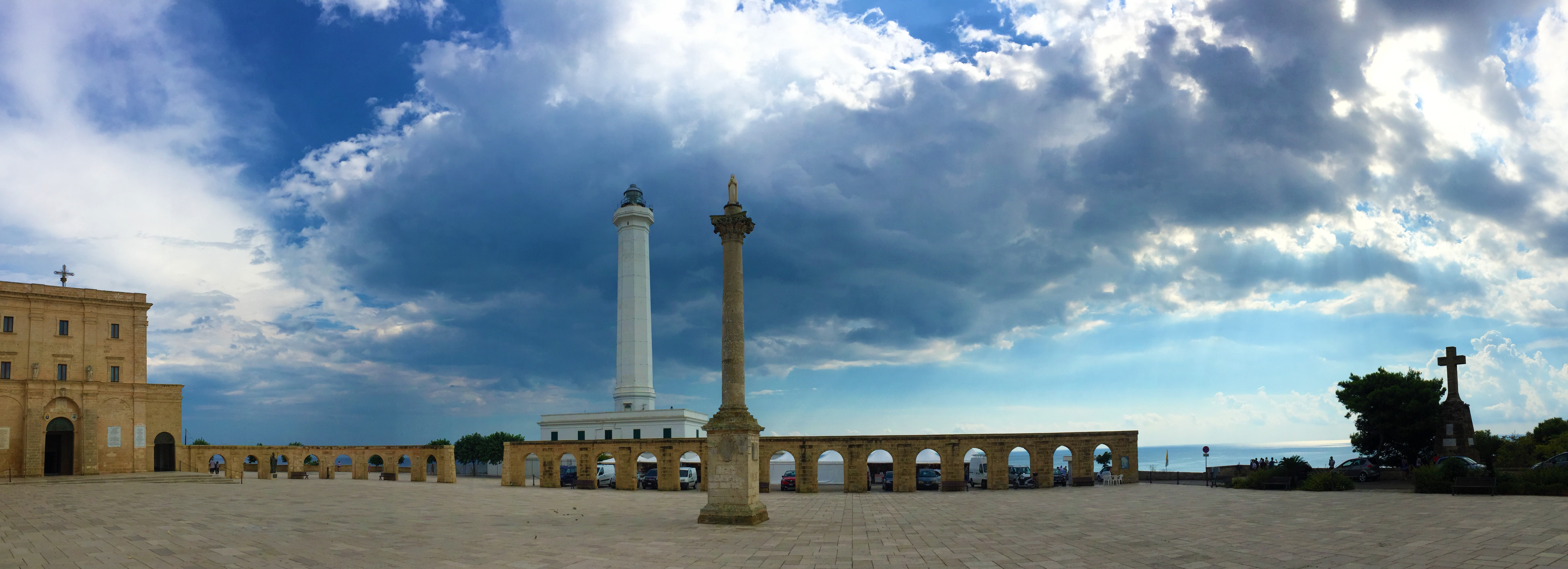
Il faro di Santa Maria di Leuca e la colonna corinzia

Il faro di Santa Maria di Leuca è situato sulla Punta Meliso. Fu progettato dall'ingegner Achille Rossi su commissione del Genio civile, con macchina a luce fissa variata a splendori 30 cm in 30 secondi. Attivato per la prima volta il 6 settembre 1866, è alto 48,60 m dalla base e si trova a 102 m sul livello del mare. Emette tre fasci di luce che, in particolari condizioni meteorologiche,  sono visibili a oltre 40 km. 
Nel 1937 l'alimentazione del faro, che fino a quel momento era a petrolio, fu trasformata a energia elettrica. 
La Cascata Monumentale

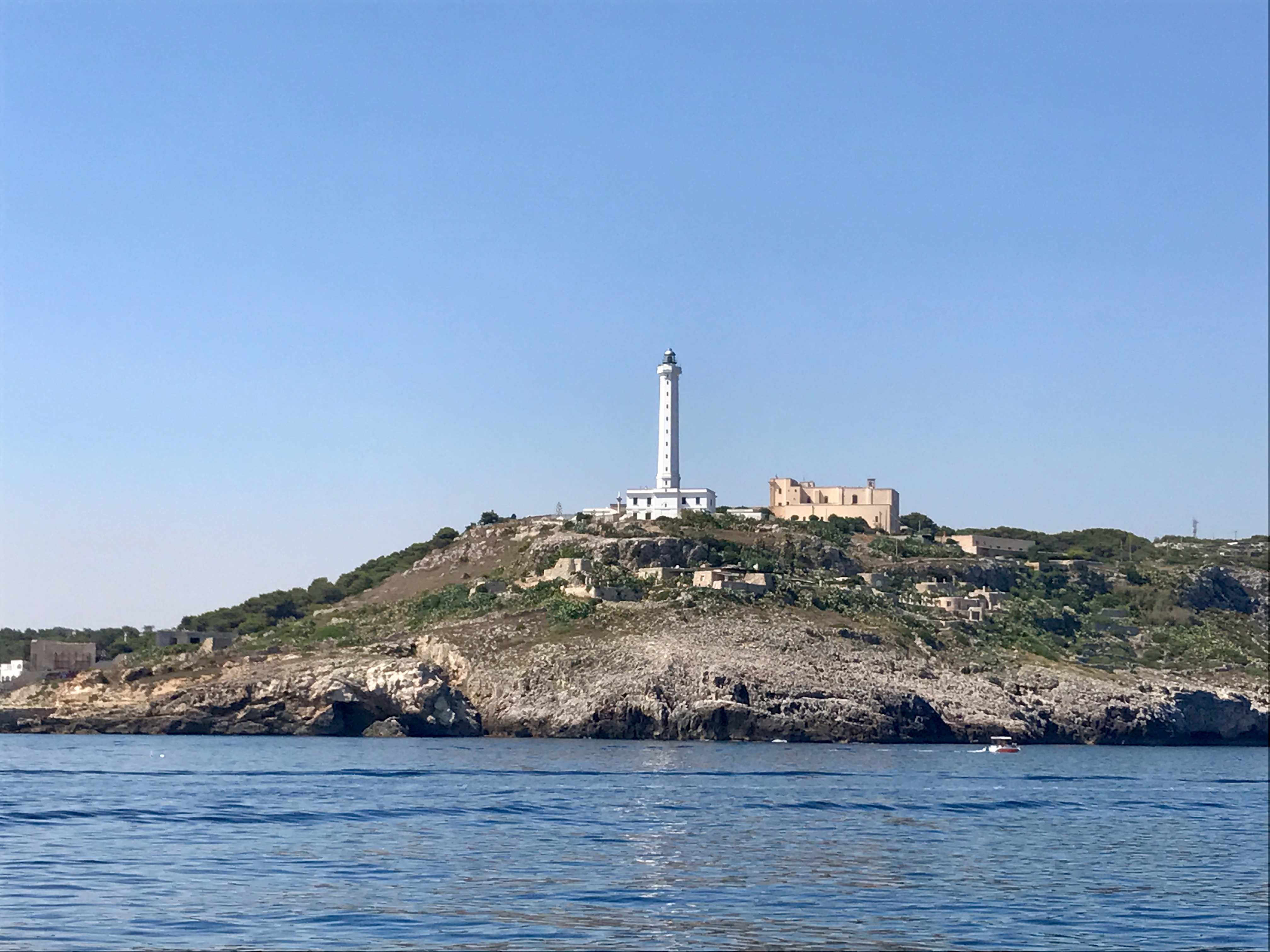
Il faro di Santa Maria di Leuca visto dal mare

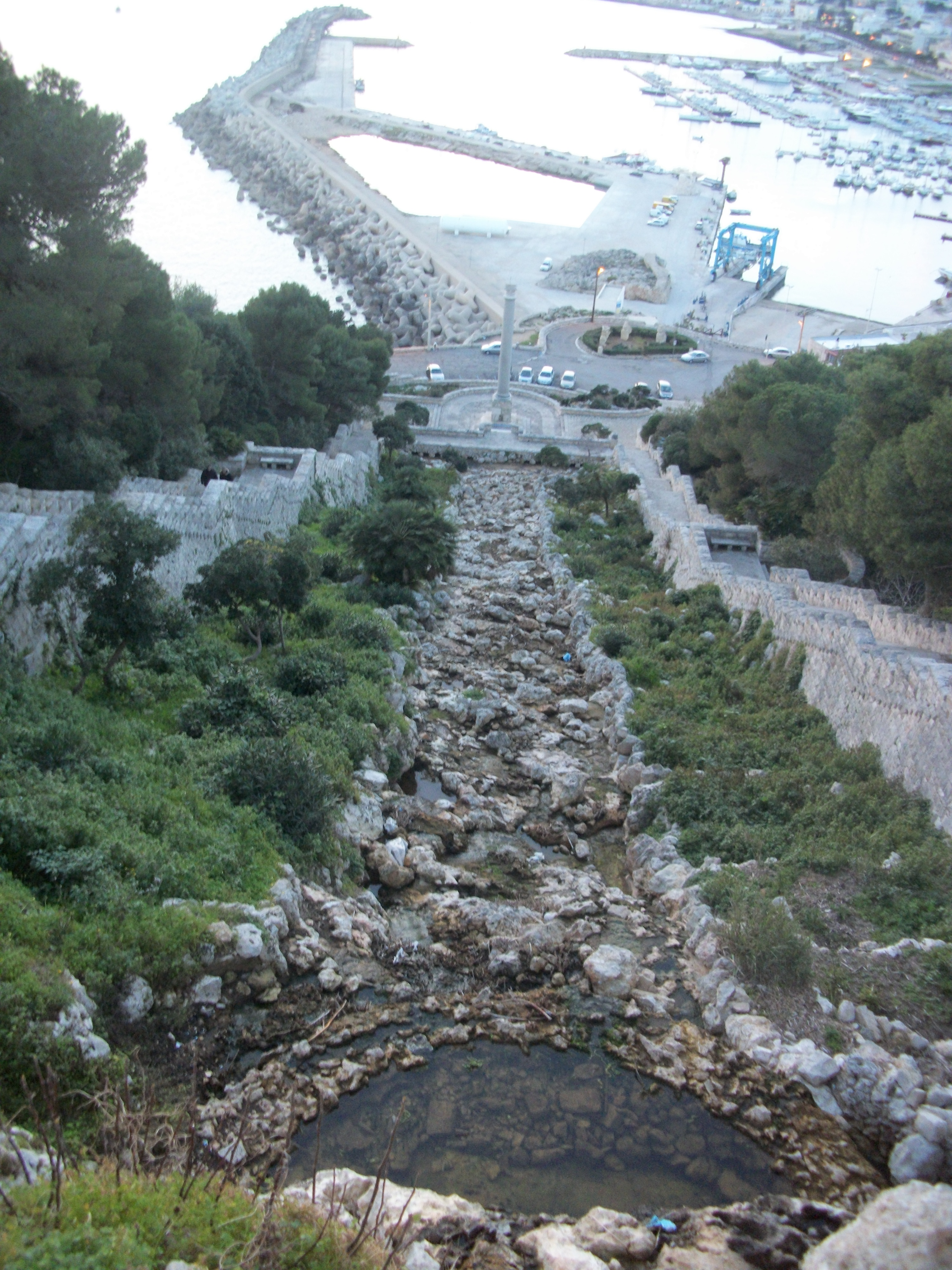
La scalinata monumentale posta alla fine dell'acquedotto a Leuca

La cascata costituisce il punto terminale dell'Acquedotto Pugliese. La costruzione dell'opera iniziò nel 1906, per interrompersi all'inizio della prima guerra mondiale e riprendere a guerra finita. L'Acquedotto Pugliese giunse a Leuca nel 1939, anno in cui l'opera fu completata. La cascata è costeggiata da una scalinata monumentale; nella vasca di raccolta si innalza una colonna in stile classico, che celebra la costruzione dell'Acquedotto e lo collega alle opere di ingegneria idraulica tipiche del mondo latino.
Da maggio 2015 è dotata di un impianto di illuminazione artistica.

### Siti archeologici
- Grotta delle Tre Porte – Il nome richiama il monumentale ingresso a 3 accessi, che sembra stagliarsi nel mare come il passaggio verso un altro mondo. Qui è stato ritrovato il molare fossile appartenuto a un bimbo Neandertal di circa dieci anni.[6][7][8]

### Aree naturali

#### Le Grotte della Rada
- Grotta del Diavolo - La grotta "del Diavolo" si trova su Punta Ristola, misura quaranta metri in lunghezza e diciassette in larghezza e conduce direttamente a mare. Nel 1871, Ulderico Botti compì i primi scavi trovando interessanti ed unici reperti, rappresentati da ossa, valve, armi e utensili, che fanno pensare ad una frequentazione della grotta sin dal Neolitico. Tali reperti sono oggi conservati nei musei di Lecce e Maglie. Il suo nome deriva da un'antica superstizione popolare, che attribuiva alla presenza di Diavoli i lugubri e poderosi rimbombi che si potevano udire nella grotta la quale, tra l'altro, è accessibile via terra attraverso un'apertura che si trova sul suo dorso.
- Grotta Porcinara - Nei pressi di Punta Ristola si incontra la cosiddetta grotta ‘Porcinara’ o ‘Portinaia’, di notevole importanza storica, in quanto gli archeologi nella zona hanno rinvenuto una struttura in doppia cortina muraria, l'eschera. Essa è situata a circa 20 metri sul livello del mare, e il suo nome pare sia dovuto ad una deformazione del nome ‘Portinara’, che forse fa riferimento alla collocazione nelle vicinanze del porto. La grotta è stata scavata in tre ambienti, sulle pareti sono incise le iscrizioni a Giove e si possono leggere nomi di navi e di personaggi mitologici come Madaraus, Rhedon, Afrodite.
- Grotta del Morigio - Si trova al di sotto del punto ove la Cascata Monumentale dell'Acquedotto Pugliese si riversa a mare. Il termine “Morigio” è stato dato dal tasselli, perché pare che qui vi si nascosero i Mori per attaccare e distruggere la città di Leuca. Detta anche “Grotta degli Innamorati”, è accessibile solo via mare, e nuotando per un tratto sott'acqua.
- Grotte Cazzafri – Di toponomastica greca, secondo il Tasselli significherebbe “casa di spuma”. Sono 3, si affacciano sulla rada di ponente e specie al tramonto offrono suggestivi giochi di luce.

#### Le Grotte di Ponente
- Grotta del Fiume o Sparascenti – Oltrepassando Punta Ristola, via mare e solo quando il mare è calmo, si può accedere a questa grotta, caratterizzata dai resti di un'attività carsica che come eredità ha lasciato un rigagnolo d'acqua dolce che si perde nel mare salato.
- Grotta del Presepe – Cavità caratterizzata da meravigliose sculture calcaree, con formazioni stalattitiche di eccezionale bellezza, che sembrano riprendere le fattezze della Natività, da cui il nome.
- 'Grotta delle Tre Porte
- Grotta del Bambino – Grotta dall'eccezionale valore naturalistico: qui furono rinvenuti, tra gli altri, resti di un elefante, di un rinoceronte e un dente umano, risalente all'epoca dei Neanderthal. Vi si accede dalla grotta delle Tre Porte.
- Grotta dei Giganti – Questa grotta è così chiamata dalla leggenda secondo cui qui sono sepolti i Giganti uccisi da Ercole Libico. È di eccezionale interesse paleontologico, poiché sono stati rinvenuti numerosi resti di manufatti risalenti al paleolitico medio.
- Grotta della Stalla – Una delle più belle dell'intera costa, deve il suo nome – forse – al fatto che sovente era usata come riparo per i pescatori in difficoltà
- Grotta del Drago – Profonda circa 60 metri, di scarso valore scientifico ma estremamente spettacolare, essendoci uno scoglio affiorante che somiglia alla testa di un drago.

#### Le Grotte di Levante
- Grotte di Terradico – Definita anche “Orecchi di Terradico” o grotta degli Indiani, è celebre per la sua forma triangolare, che ricorda appunto una tenda. In realtà non è una singola grotta, ma un complesso di 3 cavità che si sviluppano succedanee tra di loro, di varia grandezza.
- Grotta di Ortocupo – Semisommersa, vi si può accedere per via sottomarina. La porzione più interna è anche chiamata “Grotta del Soffio” a causa degli spruzzi d'acqua che qui si trovano. È interessante notare che in questo punto convergono acqua salata e acqua dolce, e vi si possono anche trovare spigole.
- Grotta delle Vore – Sistema di due grotte di diversa grandezza, in cui, a mare calmo, si può accedere per oltre 60 metri. Il nome è dato da un foro (vora, appunto) sito nella parte superiore della volta della grotta, a circa 50 metri di altezza.
- Grotta delle Giole – Il nome è dovuto alla presenza di corvi (giole o ciole, in dialetto) ed è anche chiamata Bocca di Pozzo o Grotta Grande del Ciolo, e si presenta con uno sviluppo di circa 120 metri di lunghezza, e numerose camere d'aria al suo interno. Questa grotta è importante da un punto di vista paleontologico per la presenza di un giacimento del pleistocene, nonché per la presenza di una piscina coperta dalle acque incredibilmente fresche.

Allontanandosi da Leuca verso il territorio di Gagliano del Capo si possono incontrare altre grotte, in ordine sparso, delle Capeddhe, di Musconovo, della Totola fino ad arrivare alla suggestiva grotta grande del Ciolo, nei pressi dell'omonima insenatura.

## Società

### Tradizioni e folclore
Il 15 agosto di ogni anno si festeggia la Madonna di Santa Maria di Leuca. La statua della Madonna, dopo essere stata trasferita dal Santuario alla Chiesa del Cristo Re il giorno prima nella manifestazione detta "l'intorciata", viene portata in processione per tutto il paese alla presenza del Vescovo e delle autorità civili e militari, fino ad arrivare al porto. Qui viene imbarcata su una paranza di pescatori, precedentemente estratta a sorte e addobbata a festa per l'occasione, e viene seguita in processione da tutte le altre paranze e da centinaia di natanti privati. Giunta nei pressi della marina di San Gregorio, sempre via mare ritorna a Leuca, dove nuovamente viene ricollocata nella chiesa del Cristo Re e poi trasferita nuovamente nel Santuario.
La festa si conclude intorno a mezzanotte con lo spettacolo pirotecnico. La devozione verso la Madonna di Leuca è dovuta al fatto che è considerata la protettrice dei pescatori in base a un episodio avvenuto nel XVI secolo. Si racconta infatti che una terribile bufera mise in pericolo le barche dei pescatori e la stessa Leuca, e che per intercessione della Madonna i pescatori e gli abitanti di Leuca ottennero la fine della burrasca e la salvezza delle barche.
In una domenica di maggio, stabilita di volta in volta ogni anno, si svolge "Ville in festa", manifestazione in cui le ville ottocentesche vengono aperte al pubblico e ne vengono illustrate le caratteristiche storiche ed architettoniche ai visitatori. Il percorso guidato prevede all'interno di ogni villa la degustazione di specialità enogastronomiche o l'esposizione di composizioni floro-vivaicole.

## Cultura

### Istruzione

#### Musei
Museo Vito Mele
Allestito in locali adiacenti al santuario, il Museo presenta una raccolta di scultura e di pittura contemporanea.